# Gustavo Monti
Gustavo Monti (Tolmezzo, 16 aprile 1844 – Pordenone, 13 giugno 1913) è stato un avvocato e politico italiano.

## Biografia
Nato nella Tolmezzo austro-ungarica ancora adolescente partecipa ad una cospirazione anti-austriaca che lo costringe a emigrare a Udine per sfuggire all'arresto. Nel 1862, proclamato nel frattempo il Regno d'Italia, partecipa ad una spedizione in Val Trompia e nel 1866 è volontario nelle file garibaldine nella terza guerra d'indipendenza. Tornato nella sua città, ora italiana, prende parte attiva alla vita politica; consigliere provinciale dal 1881 al 1913, membro della deputazione provinciale dal 1887 al 1889, è stato deputato dei collegi di  Pordenone e Spilimbergo per quattro legislature e senatore a vita dal 1909.